# Гелий Егнаций
Гелий Егнаций (на латински: Gellius Egnatius) e вожд и военачалник на самнитите през 298 пр.н.е. – 295 пр.н.е. по време на Третата самнитска война. Прародител е на фамилията Егнации.
През 298 пр.н.е. той марширува със самнитите в Етрурия. През 296 пр.н.е. се бие против римляните с командири консулите Луций Волумний Флама Виолент и Апий Клавдий Цек
През 295 пр.н.е. той е командир на войската от около 50 000 самнити и гали и се бие против римляните с командири консулите Публий Деций Муз и Квинт Фабий Максим Рулиан от около 40 000 души: 4 легиона и силна кавалерия, 1000 елитни конници от Кампания и 4 легиона от съюзници особено от латини и съюзническа кавалерия. При Сентинум, близо до днешния град Сасоферато (югоизточно от Анкона) се състои битка, при която римляните го побеждават и той е убит.